# Comuna Vîșenkî, Korop
Vîșenkî (în ucraineană Вишеньки) este o comună în raionul Korop, regiunea Cernihiv, Ucraina, formată din satele Bujanka, Cereșenkî, Ciorneavka și Vîșenkî (reședința).

## Demografie
Componența lingvistică a comunei Vîșenkî
     Ucraineană (96,94%)
     Rusă (2,84%)
     Alte limbi (0,11%)
Conform recensământului din 2001, majoritatea populației comunei Vîșenkî era vorbitoare de ucraineană (96,94%), existând în minoritate și vorbitori de rusă (2,84%).